# El bany del cavall
El bany del cavall és una obra de 1909 del pintor valencià Joaquim Sorolla pintada a l'oli sobre llenç amb unes dimensions de 205 × 250 cm. Actualment es conserva en el Museu Sorolla de Madrid. També conegut com "El cavall blanc", el treball s'engloba dins de la sèrie de pintures de platja que el pintor va realitzar en El Cabanyal de València a la seva tornada dels Estats Units. En aquesta sèrie de llenços, pintats en l'estiu de 1909, s'inclouen altres obres tan notables com Passeig a la vora del mar.
El punt de vista en la composició està alt, recurs habitual de Sorolla, i ho situa en el cap del noi que subjecta la brida del cavall i que la seva gropa acaba de conformar un primer pla llarg i inclinat que aconsegueix reduir la línia de l'horitzó a una prima franja. Possiblement, d'aquesta manera, l'artista evita l'enlluernament del clar cel valencià i centra la seva atenció en la sorra de la platja i l'ondulant línia de l'aigua amb les seves peculiars ombres, reflexos de llum, i centelleigs que Sorolla sabia plasmar de manera magistral a força d'una pinzellada empastada, solta i àgil.